# Konžská republika na Letních olympijských hrách 2008
Konžská republika se účastnila Letní olympiády 2008 v jediném sportu. Zastupovali ji dva sportovci.

## Stolní tenis
Suraju Saka, Yang Fen